# 菲律賓甕鰩
菲律賓甕鰩（學名：Okamejei panayensis），為軟骨魚綱鰩目鰩科鯆魮屬的一種，分布於中西太平洋菲律賓海域，本魚尾中等長且細，長度為體長的51%，尾刺明顯，成年雄魚有三排，背盤上稀疏地分佈著許多黃色斑點和黑色斑點，但沒有形成斑塊，背盤無眼斑，吻部半透明；圓盤腹面寬白色，邊緣淡褐色，胸鰭基部、胸鰭後插入處、鼻簾、泄殖腔周圍及感覺孔開口處色素較深，腹盤感覺孔呈W形分佈，腹部及骨盆底附近無感覺孔，體長可達30.4公分，為底棲性魚類，肉食性，卵生，生活習性不明。